# Guzmán Casaseca
Guzmán Casaseca Lozano (ur. 26 grudnia 1984 w Badajoz) – hiszpański piłkarz występujący na pozycji napastnika w UD Las Palmas.